# Godsmack (álbum)
Godsmack es el primer álbum de la banda de heavy metal Godsmack. En un principio fue costeado por la propia banda, hasta que ficharon por una discográfica. El lanzamiento principal internacional tuvo lugar el 25 de agosto de 1998. El grupo fue creado en 1995, pero Sully Erna, vocalista, y Tony Rombola ya se conocían de hace tiempo, actuando en los metros fue como poco a poco ellos fueron labrando sus bases, de ser unos aficionados con las ideas claras, a hoy por hoy, grandes artistas y músicos profesionales en 2006. Ellos han sacado cinco álbumes al mercado, el 1.º Godsmack en 1998, el 2.º Awake en el 2000, el 3.º Faceless en el 2003, el 4.º IV en el 2006 y el 5.º The Oracle en 2010.

## Lista de canciones
1. "Moon Baby"
2. "Whatever"
3. "Keep Away"
4. "Time Bomb"
5. "Bad Religion"
6. "Immune"
7. "Someone In London"
8. "Get Up, Get Out!"
9. "Now Or Never"
10. "Stress"
11. "Situation"
12. "Voodoo"

- "Voodoo" contiene un instrumental secreto llamado"Witch Hunt" - 2:24

## Personal
- Sully Erna - Cantante, guitarra, batería, teclado, productor
- Tony Rombola - Guitarra, coro
- Robbie Merrill - Bajo
- Mudrock - Coproductor
- Joseph M. Palmaccio - Mastering

## Posiciones en las tablas
Álbum - Billboard (North America)
| Año  | Listas            | Posición |
| ---- | ----------------- | -------- |
| 1999 | Heatseekers       | 2        |
| 1999 | The Billboard 200 | 22       |

Sencillos - Billboard (Norteamérica)
| Año  | Sencillo       | Listas                 | Posición |
| ---- | -------------- | ---------------------- | -------- |
| 1999 | "Whatever"     | Mainstream Rock Tracks | 7        |
| 1999 | "Whatever"     | Modern Rock Tracks     | 19       |
| 1999 | "Keep Away"    | Mainstream Rock Tracks | 5        |
| 1999 | "Keep Away"    | Modern Rock Tracks     | 31       |
| 2000 | "Voodoo"       | Mainstream Rock Tracks | 5        |
| 2000 | "Voodoo"       | Modern Rock Tracks     | 6        |
| 2000 | "Bad Religion" | Mainstream Rock Tracks | 8        |
| 2000 | "Bad Religion" | Modern Rock Tracks     | 32       |

- Datos: Q592558